# Anna Františka Hatašová
Anna Františka Hatašová, rozená Bendová (26. května 1728 Benátky nad Jizerou – 15. prosince 1781 Gotha) byla česká operní pěvkyně-sopranistka. V roce 1742 odešla s rodiči Janem Jiřím Bendou a Dorotou Bendovou rozenou Brixi z Čech do Postupimi. O přesídlení rodiny Bendů z Čech do Pruska se na prosbu jejího bratra Františka Bendy, houslového virtuóza a prvního houslisty v pruské dvorské kapele, postaral pruský král Fridrich II. Anna Františka v Postupimi u svého bratra Františka studovala hudbu a zpěv.

## Životopis

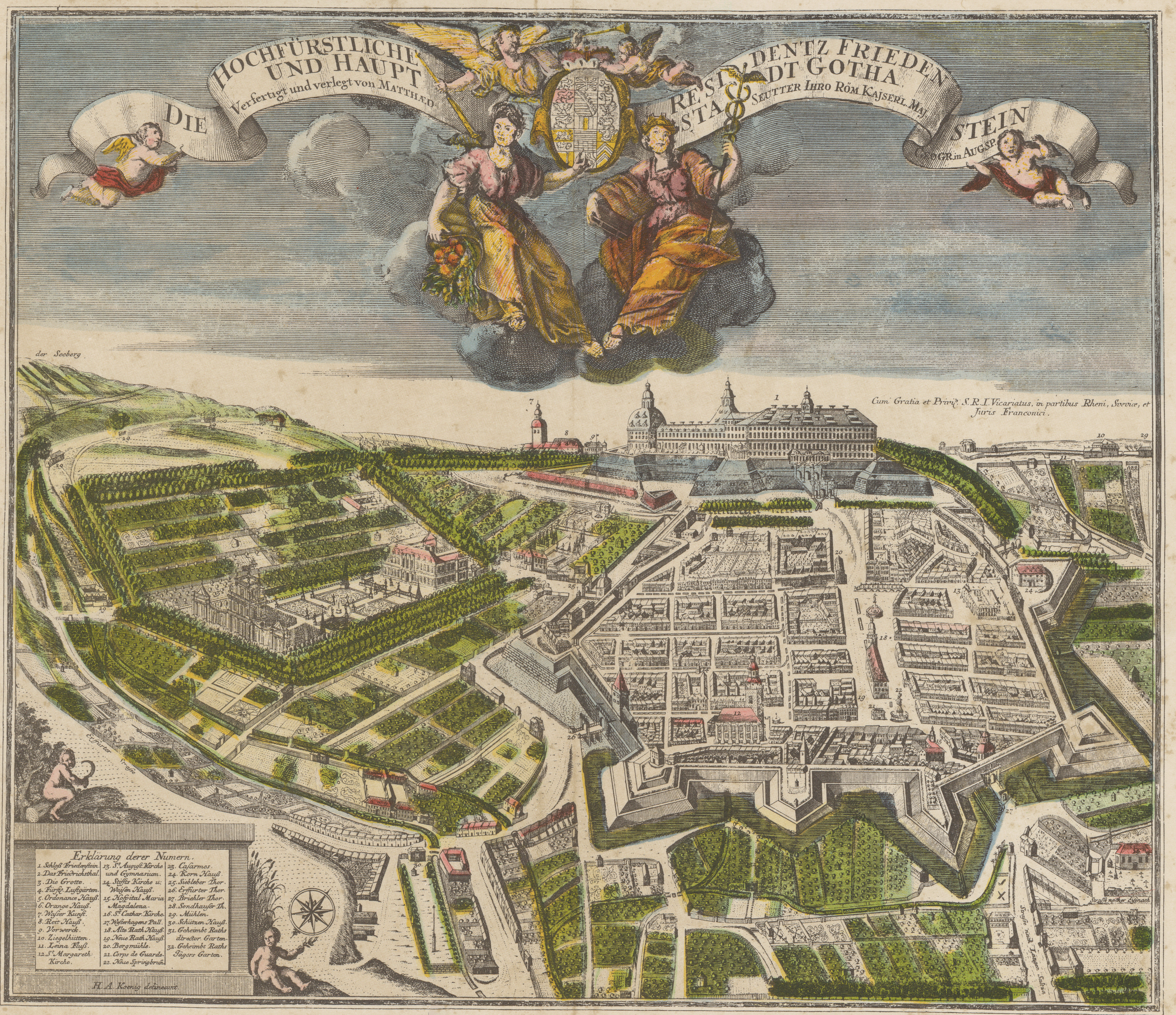
Gotha, město a zámek Friedenstein v roce 1730 (kolorovaná mědirytina)

Na přímluvu dalšího bratra Jiřího Antonína Bendy, skladatele a kapelníka, se stala v roce 1750 komorní zpěvačkou (Kammersängerin) durynského vévody Fridricha III. ve městě Gotha. (Toto místo pak zastávala až do svého odchodu na odpočinek v roce 1778). V květnu 1751 se provdala za Dismase Hataše, skladatele a houslistu ve vévodově kapele. V roce 1756 se jim narodil syn Jindřich Krištof (Heinrich Christoph), který pokračoval v hudební tradici rodičů jako houslista a skladatel.
Ve městě Gotha zpívala také při premiéře (1765) tříaktové opery svého bratra Jiřího Antonína Xindo riconosciuto, což byla výjimečná událost, protože raději zpívala na koncertech a v kostele.
Na přelomu let 1767 a 1768 vystoupila spolu s mužem (housle) a H. B. Preysingem (cello) na čtyřech koncertech v Nizozemí. Při vystoupení v Utrechtu doplnil trojici ještě G. Ch. Hempel (housle).
Byla ceněna jak pro svou znamenitou koloraturní techniku, tak pro krásný hlas. Techniku zpěvu také vyučovala. Jiří Antonín Benda pro ni složil Sbírku italských árií (Collezione di arie italiane).